# Marie-Luce Romanens
Marie-Luce Romanens (* 19. Januar 1973) ist eine Schweizer Orientierungs- und Langstreckenläuferin.
Bei den Orientierungslauf-Weltmeisterschaften 1995 holte sie als erste Schweizerin überhaupt den Weltmeister-Titel auf der Kurzdistanz. Bei den Orientierungslauf-Weltmeisterschaften 1997 folgte eine Bronzemedaille auf der Kurzdistanz und eine mit der Staffel.
Danach konzentrierte sie sich auf die Leichtathletik und erzielte 2000 als Neunte des Paris-Marathons ihre Marathon-Bestzeit mit 2:35:54 h. Im Jahr darauf siegte sie beim Jungfrau-Marathon mit dem aktuellen (Stand 2012) Streckenrekord von 3:21:04 h.
Bei den Orientierungslauf-Weltmeisterschaften 2003 holte sie mit Silber auf der Sprintstrecke ihre vierte Medaille in diesem Wettbewerb, schied jedoch auf der Langdistanz verletzt aus.
Aufgrund fortdauernder Beschwerden, insbesondere an der Achillessehne, zog sie sich bald darauf aus dem Leistungssport zurück.